# Babin Do (Šipovo, BiH)
Babin Do je naseljeno mjesto u općini Šipovo, Republika Srpska, BiH.

## Stanovništvo

### 1991.
Nacionalni sastav stanovništva 1991. godine, bio je sljedeći:
ukupno: 337
- Srbi - 337

### 2013.
Nacionalni sastav stanovništva 2013. godine, bio je sljedeći:
ukupno: 125
- Srbi - 121
- Hrvati - 3
- ostali, neopredijeljeni i nepoznato - 1